# Tornei di tennis femminili nel 1961
Prima della nascita del WTA Tour, ossia l'apertura alle tenniste professioniste dei tornei che prima di quell'anno erano riservati alle tenniste dilettanti, tutti gli eventi più importanti erano amatoriali, tra questi c'erano i tornei del Grande Slam: gli Australian Championships, gli Internazionali di Francia, il Torneo di Wimbledon e gli U.S. National Championships.

## Calendario

### Gennaio
| Settimana  | Torneo                                                                                        | Vincitore                                              | Finalista                            | Semifinalisti | Eliminati ai quarti |
| ---------- | --------------------------------------------------------------------------------------------- | ------------------------------------------------------ | ------------------------------------ | ------------- | ------------------- |
| 1º gennaio | Indonesian Championships 1961 Giacarta, Indonesia Singolare - Doppio                          | Reiko Miyagi 0-6 6-3 6-2                               | Keww Tjoen An                        |               |                     |
| 1º gennaio | Indonesian Championships 1961 Giacarta, Indonesia Singolare - Doppio                          | Reiko Miyagi Fukui 6-3 3-6 6-2                         | Djoa Suwarimbo                       |               |                     |
| 1º gennaio | Indonesian Championships 1961 Giacarta, Indonesia Singolare - Doppio                          | Doppio misto: Reiko Miyagi                             |                                      |               |                     |
| gennaio    | Danish Covered Court Championships 1961 Copenaghen, Danimarca Campo indoor Singolare - Doppio | Pia Balling 5-7 7-5 6-2                                | Milly Vagn Nielson                   |               |                     |
| gennaio    | Danish Covered Court Championships 1961 Copenaghen, Danimarca Campo indoor Singolare - Doppio | Lise Sorensen Else Schmidt 6-3 6-4                     | Pia Balling Ulla Rise                |               |                     |
| gennaio    | Indian Championships 1961 Calcutta, India Singolare - Doppio                                  | Margaret Hellyer 6-4 6-2                               | Dechu Appiah                         |               |                     |
| gennaio    | Indian Championships 1961 Calcutta, India Singolare - Doppio                                  |                                                        |                                      |               |                     |
| 2 gennaio  | Eastern Province Championships 1961 Port Elizabeth, Sudafrica Cemento Singolare - Doppio      | Sandra Reynolds-Price 6-2 2-6 6-0                      | Renee Schuurman                      |               |                     |
| 2 gennaio  | Eastern Province Championships 1961 Port Elizabeth, Sudafrica Cemento Singolare - Doppio      | Sandra Reynolds-Price Renee Schuurman 6-1 5-7 6-4      | Lynn Hutchings Margaret Hunt         |               |                     |
| 2 gennaio  | Faulcombridge Trophy 1961 Valencia, Spagna Singolare - Doppio                                 | Pilar Barril 6-0 6-4                                   | Lucia Bassi                          |               |                     |
| 2 gennaio  | Faulcombridge Trophy 1961 Valencia, Spagna Singolare - Doppio                                 |                                                        |                                      |               |                     |
| 5 gennaio  | Western Australian Championships 1961 Perth, Australia Erba Singolare - Doppio                | Dorothy Whitely 8-6 6-2                                | Helen Plaisted                       |               |                     |
| 5 gennaio  | Western Australian Championships 1961 Perth, Australia Erba Singolare - Doppio                | Robyn Ebbern Margaret Smith-Court                      | Darlene Hard Yola Ramírez            |               |                     |
| 8 gennaio  | Sydney Manly Seaside Championships 1961 Sydney, Australia Singolare - Doppio                  | Lesley Turner Bowrey 6-1 6-2                           | Jill Blackman                        |               |                     |
| 8 gennaio  | Sydney Manly Seaside Championships 1961 Sydney, Australia Singolare - Doppio                  | Mary Bevis-Hawton Mary Carter-Reitano 7-5 6-2          | Lesley Turner Bowrey Noelene Turner  |               |                     |
| 8 gennaio  | Dixie Championships 1961 Tampa, USA Terra rossa Singolare - Doppio                            | Carol Ann Prosen 2-6 6-3 6-1                           | Judy Alvarez                         |               |                     |
| 8 gennaio  | Dixie Championships 1961 Tampa, USA Terra rossa Singolare - Doppio                            | Judy Alvarez Carol Ann Prosen 8-6 6-4                  | Martha Burchers Noelene Turner       |               |                     |
| 14 gennaio | South Australian Championships 1961 Adelaide, Australia Erba Singolare - Doppio               | Margaret Smith-Court 6-3 6-0                           | Jan Lehane                           |               |                     |
| 14 gennaio | South Australian Championships 1961 Adelaide, Australia Erba Singolare - Doppio               | Margaret Smith-Court Jan Lehane 6-4 6-1                | Robyn Ebbern Madonna Schacht         |               |                     |
| 14 gennaio | Torneo di Monte Carlo 1961 Monte Carlo, Monte Carlo Terra rossa Singolare - Doppio            | Elizabeth Starkie 6-1 6-0                              | S. Georges                           |               |                     |
| 14 gennaio | Torneo di Monte Carlo 1961 Monte Carlo, Monte Carlo Terra rossa Singolare - Doppio            |                                                        |                                      |               |                     |
| 14 gennaio | Torneo di Monte Carlo 1961 Monte Carlo, Monte Carlo Terra rossa Singolare - Doppio            | Doppio misto: Elizabeth Starkie Ruzic 6-2 7-5          | Georges Lantero                      |               |                     |
| 14 gennaio | Northern India Championships 1961 New Delhi, India Singolare - Doppio                         | Margaret Hellyer 6-4 6-3                               | Dechu Appiah                         |               |                     |
| 14 gennaio | Northern India Championships 1961 New Delhi, India Singolare - Doppio                         |                                                        |                                      |               |                     |
| 14 gennaio | Florida State Championships 1961 Orlando, USA Terra rossa Singolare - Doppio                  | Carol Ann Prosen 6-2 6-3                               | Belmar Gunderson                     |               |                     |
| 14 gennaio | Florida State Championships 1961 Orlando, USA Terra rossa Singolare - Doppio                  | Mary Habicht Carol Ann Prosen 6-2 6-3                  | Burchers Belmar Gunderson            |               |                     |
| 14 gennaio | New Zealand Championships 1961 Wellington, Nuova Zelanda Erba Singolare - Doppio              | Ruia Morrison-Davy 6-4 6-4                             | Anne Smith                           |               |                     |
| 14 gennaio | New Zealand Championships 1961 Wellington, Nuova Zelanda Erba Singolare - Doppio              | Judy Davidson Marion Johnston 4-6 6-4 6-3              | Ferkins Ruia Morrison-Davy           |               |                     |
| 22 gennaio | Miami Invitational 1961 Miami, USA Singolare - Doppio                                         | Mary Habicht 2-6 6-1 6-3                               | Ann Barclay                          |               |                     |
| 22 gennaio | Miami Invitational 1961 Miami, USA Singolare - Doppio                                         |                                                        |                                      |               |                     |
| 29 gennaio | German Covered Court Championships 1961 Colonia, Germania Singolare - Doppio                  | Angela Mortimer 6-2 4-6 6-4                            | Ann Haydon Jones                     |               |                     |
| 29 gennaio | German Covered Court Championships 1961 Colonia, Germania Singolare - Doppio                  | Ann Haydon Angela Mortimer 6-1 6-4                     | Christiane Mercelis Renate Ostermann |               |                     |
| 29 gennaio | Austin Smith Championships 1961 Fort Lauderdale, USA Terra rossa Singolare - Doppio           | Mary Habicht 1-6 6-4 6-0                               | Kay Hubbell                          |               |                     |
| 29 gennaio | Austin Smith Championships 1961 Fort Lauderdale, USA Terra rossa Singolare - Doppio           | Liz Crady Mary Habicht 6-1 6-4                         | Ann Barclay Leslie Sparling          |               |                     |
| 29 gennaio | Thunderbird Classic 1961 Phoenix, USA Cemento Singolare - Doppio                              | Nancy Richey 6-3 6-4                                   | Darlene Hard                         |               |                     |
| 29 gennaio | Thunderbird Classic 1961 Phoenix, USA Cemento Singolare - Doppio                              |                                                        |                                      |               |                     |
| 30 gennaio | Australian Championships 1961 Melbourne, Australia Erba Singolare - Doppio                    | Margaret Smith-Court 6-1 6-4                           | Jan Lehane                           |               |                     |
| 30 gennaio | Australian Championships 1961 Melbourne, Australia Erba Singolare - Doppio                    | Mary Carter-Reitano Margaret Smith-Court 6-4, 3-6, 7-5 | Mary Bevis-Hawton Jan Lehane         |               |                     |

### Febbraio
| Settimana   | Torneo                                                                                             | Vincitore                                  | Finalista                                  | Semifinalisti | Eliminati ai quarti |
| ----------- | -------------------------------------------------------------------------------------------------- | ------------------------------------------ | ------------------------------------------ | ------------- | ------------------- |
| febbraio    | San Diego March of Dimes Tournament 1961 San Diego, USA Singolare - Doppio                         | Kathy Chabot                               | Karen Hantze Susman                        |               |                     |
| febbraio    | San Diego March of Dimes Tournament 1961 San Diego, USA Singolare - Doppio                         |                                            |                                            |               |                     |
| 5 febbraio  | Western Province Championships 1961 Città del Capo, Sudafrica Singolare - Doppio                   | Sandra Reynolds-Price 6-2 6-4              | Lynn Hutchings                             |               |                     |
| 5 febbraio  | Western Province Championships 1961 Città del Capo, Sudafrica Singolare - Doppio                   |                                            |                                            |               |                     |
| 5 febbraio  | French Covered Court Championships 1961 Parigi, Francia Campo indoor Singolare - Doppio            | Angela Mortimer 7-5 6-3                    | Ann Haydon Jones                           |               |                     |
| 5 febbraio  | French Covered Court Championships 1961 Parigi, Francia Campo indoor Singolare - Doppio            | Angela Mortimer Ann Haydon Jones 6-2 6-1   | Marie Odile Bouchet Florence de la Courtie |               |                     |
| 6 febbraio  | Florida Gold Coast Championships 1961 Pompano Beach, USA Terra rossa Singolare - Doppio            | Ann Barclay 7-5 6-1                        | Mary Habicht                               |               |                     |
| 6 febbraio  | Florida Gold Coast Championships 1961 Pompano Beach, USA Terra rossa Singolare - Doppio            | Martha Burchers Belmar Gunderson 6-2 12-10 | Kay Hubbell Carol Ann Prosen               |               |                     |
| 12 febbraio | Auckland International Wills 1961 Auckland, Nuova Zelanda Singolare - Doppio                       | Jan Lehane 6-0 6-3                         | Ruia Morrison-Davy                         |               |                     |
| 12 febbraio | Auckland International Wills 1961 Auckland, Nuova Zelanda Singolare - Doppio                       | Jan Lehane Lesley Turner Bowrey 6-2 6-2    | Ruia Morrison-Davy Heather Robson          |               |                     |
| 12 febbraio | Scandanavian Covered Court Championships 1961 Helsinki Campo indoor Singolare - Doppio             | Angela Mortimer 6-2 6-1                    | Deidre Catt                                |               |                     |
| 12 febbraio | Scandanavian Covered Court Championships 1961 Helsinki Campo indoor Singolare - Doppio             | Angela Mortimer Deidre Catt 6-1 6-1        | Paule Courteix Lea Pericoli                |               |                     |
| 12 febbraio | Torneo di Trivandrum 1961 Trivandrum, India Singolare - Doppio                                     | Margaret Hellyer 6-2 6-1                   | Dechu Appiah                               |               |                     |
| 12 febbraio | Torneo di Trivandrum 1961 Trivandrum, India Singolare - Doppio                                     |                                            |                                            |               |                     |
| 12 febbraio | South Florida Championships 1961 West Palm Beach, USA Singolare - Doppio                           | Ann Barclay 6-1 6-3                        | Nancy Montgomery                           |               |                     |
| 12 febbraio | South Florida Championships 1961 West Palm Beach, USA Singolare - Doppio                           |                                            |                                            |               |                     |
| 18 febbraio | Philippines International Championships 1961 Manila, Filippine Singolare - Doppio                  | Rose Marie Gibson 6-3 6-3                  | Desidera Ampon                             |               |                     |
| 18 febbraio | Philippines International Championships 1961 Manila, Filippine Singolare - Doppio                  |                                            |                                            |               |                     |
| 18 febbraio | British Covered Court Championships 1961 Londra, Gran Bretagna Campo indoor Singolare - Doppio     | Angela Mortimer 2-6 6-1 6-4                | Christine Truman                           |               |                     |
| 18 febbraio | British Covered Court Championships 1961 Londra, Gran Bretagna Campo indoor Singolare - Doppio     | Angela Mortimer Deidre Catt 11-9 6-0       | Shirley Bloomer-Brasher Pauline Roberts    |               |                     |
| 18 febbraio | British Covered Court Championships 1961 Londra, Gran Bretagna Campo indoor Singolare - Doppio     | Doppio misto: John McDonald Deidre Catt    |                                            |               |                     |
| 19 febbraio | Desert Invitational 1961 Palm Desert, USA Cemento Singolare - Doppio                               | Kathy Chabot 6-4 6-2                       | Carole Caldwell Graebner                   |               |                     |
| 19 febbraio | Desert Invitational 1961 Palm Desert, USA Cemento Singolare - Doppio                               |                                            |                                            |               |                     |
| 21 febbraio | Mexican International Championships 1961 Città del Messico, Messico Terra rossa Singolare - Doppio | Yola Ramírez 6-2 6-3                       | Ann Haydon Jones                           |               |                     |
| 21 febbraio | Mexican International Championships 1961 Città del Messico, Messico Terra rossa Singolare - Doppio | Yola Ramírez Ann Haydon Jones 6-2 6-2      | Darlene Hard Sally Moore                   |               |                     |
| 26 febbraio | Carlton Club Championships 1961 Cannes, Francia Terra rossa Singolare - Doppio                     | Elizabeth Starkie 6-2 6-2                  | Lucia Bassi                                |               |                     |
| 26 febbraio | Carlton Club Championships 1961 Cannes, Francia Terra rossa Singolare - Doppio                     | Lucia Bassi Elizabeth Starkie 2-6 6-1 6-2  | Marta Peterdy-Wolf Monique Salfati-di Maso |               |                     |
| 26 febbraio | Kingston International 1961 Kingston, Giamaica Erba Singolare - Doppio                             | Sally Moore 1-0 ritiro                     | Christine Truman                           |               |                     |
| 26 febbraio | Kingston International 1961 Kingston, Giamaica Erba Singolare - Doppio                             | Darlene Hard Yola Ramírez walkover         | Ann Haydon Jones Christine Truman          |               |                     |

### Marzo
| Settimana | Torneo | Vincitore                                      | Finalista                           | Semifinalisti | Eliminati ai quarti |
| --------- | --- | ---------------------------------------------- | ----------------------------------- | ------------- | ------------------- |
| marzo     | OFS Championships 1961 Bloemfontein, Sudafrica Singolare - Doppio                                                | Gerson                                         | non conosciuta (bandiera)           |               |                     |
| marzo     | OFS Championships 1961 Bloemfontein, Sudafrica Singolare - Doppio                                                |                                                |                                     |               |                     |
| 3 marzo   | US Indoors 1961 Boston, USA Campo indoor Singolare - Doppio                                                      | Janet Hopps Adkisson 6-0 7-5                   | Kay Hubbell                         |               |                     |
| 3 marzo   | US Indoors 1961 Boston, USA Campo indoor Singolare - Doppio                                                      | Janet Hopps Adkisson Kay Hubbell 4-6 6-1 7-5   | Midge Buck Ruth Jeffery             |               |                     |
| 3 marzo   | US Indoors 1961 Boston, USA Campo indoor Singolare - Doppio                                                      | Doppio misto: Janet Hopps Bud Collins          |                                     |               |                     |
| 5 marzo   | Caracas Altamira International 1961 Caracas, Venezuela Terra rossa Singolare - Doppio                            | Maria Esther Bueno 7-5 6-1                     | Darlene Hard                        |               |                     |
| 5 marzo   | Caracas Altamira International 1961 Caracas, Venezuela Terra rossa Singolare - Doppio                            | Maria Ester Bueno Darlene Hard 3-6 9-7 6-4     | Ann Haydon Jones Billy Knight       |               |                     |
| 5 marzo   | Caracas Altamira International 1961 Caracas, Venezuela Terra rossa Singolare - Doppio                            | Rod Laver Darlene Hard 7-5 6-3                 | Ann Haydon Jones Yola Ramírez       |               |                     |
| 5 marzo   | Moscow International Indoor Championships 1961 Mosca, URSS Singolare - Doppio                                    | Irena Ryazanova 6-8 6-2 6-0                    | Silvana Lazzarino                   |               |                     |
| 5 marzo   | Moscow International Indoor Championships 1961 Mosca, URSS Singolare - Doppio                                    | Anna Dmitrieva Tolstoy Irena Ryazanova 6-0 6-2 | Vera Filippova L Preobrazenska      |               |                     |
| 12 marzo  | Colombia International 1961 Barranquilla, Colombia Cemento Singolare - Doppio                                    | Maria Esther Bueno 6-4 6-3                     | Darlene Hard                        |               |                     |
| 12 marzo  | Colombia International 1961 Barranquilla, Colombia Cemento Singolare - Doppio                                    | Maria Ester Bueno Darlene Hard 8-6 6-4         | Ann Haydon Jones Yola Ramírez       |               |                     |
| 12 marzo  | Egyptian International Cairo Championships 1961 Il Cairo, Egitto Terra rossa Singolare - Doppio                  | Vera Sukova Puzejova 6-0 6-0                   | Margaret Hellyer                    |               |                     |
| 12 marzo  | Egyptian International Cairo Championships 1961 Il Cairo, Egitto Terra rossa Singolare - Doppio                  | Eva Johannes Vera Sukova Puzejova 8-6 6-2      | Lorna Cawthorn Ginette Grandguillot |               |                     |
| 12 marzo  | Cannes Lawn Tennis Club Championships 1961 Antibes - Cannes, Francia Terra rossa Singolare - Doppio              | Elizabeth Starkie 8-6 6-1                      | Roberts                             |               |                     |
| 12 marzo  | Cannes Lawn Tennis Club Championships 1961 Antibes - Cannes, Francia Terra rossa Singolare - Doppio              | Lucia Bassi Roberta Beltrame 6-2 6-3           | Pauline Roberts Elizabeth Starkie   |               |                     |
| 19 marzo  | Egyptian International Alexandria Championships 1961 Alessandria d'Egitto, Egitto Terra rossa Singolare - Doppio | Vera Sukova Puzejova 6-1 6-3                   | Margaret Hellyer                    |               |                     |
| 19 marzo  | Egyptian International Alexandria Championships 1961 Alessandria d'Egitto, Egitto Terra rossa Singolare - Doppio | Eva Johannes Vera Sukova Puzejova 6-1 6-0      | Margaret Hellyer Xenia Vassiliadis  |               |                     |
| 19 marzo  | Riviera Championships 1961 Mentone, Francia Terra rossa Singolare - Doppio                                       | Mimi Arnold 5-7 6-4 6-0                        | Elizabeth Starkie                   |               |                     |
| 19 marzo  | Riviera Championships 1961 Mentone, Francia Terra rossa Singolare - Doppio                                       | Deidre Catt Pauline Roberts 6-0 6-4            | Lucia Bassi Maggi                   |               |                     |
| 19 marzo  | Caribe Hilton Championships 1961 San Juan, Porto Rico Cemento Singolare - Doppio                                 | Maria Esther Bueno 3-6 6-4 6-2                 | Ann Haydon Jones                    |               |                     |
| 19 marzo  | Caribe Hilton Championships 1961 San Juan, Porto Rico Cemento Singolare - Doppio                                 | Ann Haydon Jones Yola Ramírez 6-1 6-4          | Maria Ester Bueno Darlene Hard      |               |                     |
| 21 marzo  | New South Wales Hard Court Championships 1961 Grafton, Australia Singolare - Doppio                              | Lesley Turner Bowrey                           | non conosciuta (bandiera)           |               |                     |
| 21 marzo  | New South Wales Hard Court Championships 1961 Grafton, Australia Singolare - Doppio                              |                                                |                                     |               |                     |
| 26 marzo  | Gallia Club Championships 1961 Cannes, Francia Terra rossa Singolare - Doppio                                    | Christiane Mercelis 11-9 ritiro                | Edda Buding                         |               |                     |
| 26 marzo  | Gallia Club Championships 1961 Cannes, Francia Terra rossa Singolare - Doppio                                    | Deidre Catt Vera Roberts 3-6 6-2 6-4           | Edda Buding Christiane Mercelis     |               |                     |
| 26 marzo  | Caribbean Championships 1961 Montego Bay, Giamaica Singolare - Doppio                                            | Yola Ramírez 6-3 11-9                          | Ann Haydon Jones                    |               |                     |
| 26 marzo  | Caribbean Championships 1961 Montego Bay, Giamaica Singolare - Doppio                                            | Doppio cancellato per pioggia                  |                                     |               |                     |
| 26 marzo  | Torneo di Murgon 1961 Murgon, Australia Singolare - Doppio                                                       | S. Lee 6-4 7-5                                 | Wicks                               |               |                     |
| 26 marzo  | Torneo di Murgon 1961 Murgon, Australia Singolare - Doppio                                                       |                                                |                                     |               |                     |

### Aprile
| Settimana | Torneo                                                                                           | Vincitore                                         | Finalista                                 | Semifinalisti | Eliminati ai quarti |
| --------- | ------------------------------------------------------------------------------------------------ | ------------------------------------------------- | ----------------------------------------- | ------------- | ------------------- |
| aprile    | Sacramento Tournament 1961 Sacramento, USA Singolare - Doppio                                    | Carole Caldwell Graebner                          | Billie Jean King                          |               |                     |
| aprile    | Sacramento Tournament 1961 Sacramento, USA Singolare - Doppio                                    |                                                   |                                           |               |                     |
| 2 aprile  | Good Neighbor Tournament 1961 Miami, USA Terra rossa Singolare - Doppio                          | Ann Haydon Jones 6-0 6-2                          | Zsuzsa Körmöczy                           |               |                     |
| 2 aprile  | Good Neighbor Tournament 1961 Miami, USA Terra rossa Singolare - Doppio                          | Ann Haydon Jones Yola Ramírez 6-3 6-3             | Carol Hanks-Aucamp Linda Vail             |               |                     |
| 2 aprile  | Torneo di San Luis Potosí 1961 San Luis Potosí, Messico Singolare - Doppio                       | Elena Osuna                                       | Rosa Palafox                              |               |                     |
| 2 aprile  | Torneo di San Luis Potosí 1961 San Luis Potosí, Messico Singolare - Doppio                       | Rosa Palafox Tona Prado 6-3 6-4                   | Olga Palafox Elena Osuna                  |               |                     |
| 3 aprile  | Monte Carlo Cup 1961 Monte Carlo, Monte Carlo Singolare - Doppio                                 | Margaret Smith-Court 4-6 6-1 6-1                  | Elizabeth Starkie                         |               |                     |
| 3 aprile  | Monte Carlo Cup 1961 Monte Carlo, Monte Carlo Singolare - Doppio                                 | Lucia Bassi Maria Teresa Riedl 6-3 6-4            | Margaret Smith-Court Lesley Turner Bowrey |               |                     |
| 3 aprile  | Central Queensland Championships 1961 Rockhampton, Australia Singolare - Doppio                  | Fay Toyne-Moore 6-0 6-0                           | B. Beak                                   |               |                     |
| 3 aprile  | Central Queensland Championships 1961 Rockhampton, Australia Singolare - Doppio                  |                                                   |                                           |               |                     |
| 3 aprile  | Darling Downs Championships 1961 Toowoomba, Australia Singolare - Doppio                         | Val Wicks                                         | Shirley Lee                               |               |                     |
| 3 aprile  | Darling Downs Championships 1961 Toowoomba, Australia Singolare - Doppio                         |                                                   |                                           |               |                     |
| 3 aprile  | South African Championships 1961 Johannesburg, Sudafrica Singolare - Doppio                      | Sandra Reynolds-Price 6-4 7-5                     | Lynn Hutchings                            |               |                     |
| 3 aprile  | South African Championships 1961 Johannesburg, Sudafrica Singolare - Doppio                      | Sandra Reynolds-Price Renee Schuurman 6-1 6-1     | Mary Carter-Reitano Jan Lehane            |               |                     |
| 4 aprile  | Tasmanian Championships 1961 Hobart, Australia Singolare - Doppio                                | Lyn Ockerby 6-2 6-0                               | Barbara Tyson                             |               |                     |
| 4 aprile  | Tasmanian Championships 1961 Hobart, Australia Singolare - Doppio                                |                                                   |                                           |               |                     |
| 4 aprile  | Southport Hard Court Championships 1961 Southport, Gran Bretagna Singolare - Doppio              | Shirley Bloomer-Brasher 7-5 6-2                   | Margaret O'Donnell                        |               |                     |
| 4 aprile  | Southport Hard Court Championships 1961 Southport, Gran Bretagna Singolare - Doppio              |                                                   |                                           |               |                     |
| 8 aprile  | Surrey Hard Court Championships 1961 Roehampton, Gran Bretagna Terra rossa Singolare - Doppio    | Shirley Bloomer-Brasher 6-1 6-3                   | Pat Wheeler                               |               |                     |
| 8 aprile  | Surrey Hard Court Championships 1961 Roehampton, Gran Bretagna Terra rossa Singolare - Doppio    | Pat Hird Caroline Yates-Bell 3-6 6-4 6-2          | Shirley Bloomer-Brasher Angela Mortimer   |               |                     |
| 9 aprile  | Puerta de Hierro International 1961 Madrid, Spagna Singolare - Doppio                            | Nora Bonifacino-Somoza 6-4 6-3                    | Mabel Bove                                |               |                     |
| 9 aprile  | Puerta de Hierro International 1961 Madrid, Spagna Singolare - Doppio                            |                                                   |                                           |               |                     |
| 9 aprile  | Nice Lawn Tennis Club Championships 1961 Nizza, Francia Terra rossa Singolare - Doppio           | Margaret Smith-Court 9-7 6-4                      | Florence de la Courtie                    |               |                     |
| 9 aprile  | Nice Lawn Tennis Club Championships 1961 Nizza, Francia Terra rossa Singolare - Doppio           | Margaret Smith-Court Lesley Turner Bowrey 6-3 6-1 | Margaret Hellyer Christiane Mercelis      |               |                     |
| 9 aprile  | Masters Invitational 1961 Saint Petersburg, USA Terra rossa Singolare - Doppio                   | Zsuzsa Körmöczy 6-2 6-0                           | Ann Haydon Jones                          |               |                     |
| 9 aprile  | Masters Invitational 1961 Saint Petersburg, USA Terra rossa Singolare - Doppio                   | Ann Haydon Jones Yola Ramírez 6-1 8-6             | Judy Alvarez Carol Ann Prosen             |               |                     |
| 9 aprile  | Torneo di Wynnum 1961 Wynnum, Australia Singolare - Doppio                                       | Val Wicks 6-2 1-6 6-2                             | Madonna Schacht                           |               |                     |
| 9 aprile  | Torneo di Wynnum 1961 Wynnum, Australia Singolare - Doppio                                       |                                                   |                                           |               |                     |
| 15 aprile | Cumberland Hard Court Championships 1961 Hampstead, Gran Bretagna Terra rossa Singolare - Doppio | Vera Roberts 6-4 6-2                              | Rosemary Deloford                         |               |                     |
| 15 aprile | Cumberland Hard Court Championships 1961 Hampstead, Gran Bretagna Terra rossa Singolare - Doppio | Vera Roberts Pat Wheeler 6-3 8-6                  | Lorna Cawthorn J Kemp                     |               |                     |
| 16 aprile | Aix Golden Racquet Tournament 1961 Aix-en-Provence, Francia Terra rossa Singolare - Doppio       | Margaret Smith-Court 6-2 6-4                      | Elizabeth Starkie                         |               |                     |
| 16 aprile | Aix Golden Racquet Tournament 1961 Aix-en-Provence, Francia Terra rossa Singolare - Doppio       | Margaret Smith-Court Lesley Turner Bowrey 6-2 6-1 | Robyn Ebbern Nell Hopman                  |               |                     |
| 16 aprile | Torneo di Beaulieu 1961 Beaulieu-sur-Mer, Francia Singolare - Doppio                             | Margaret Hellyer 4-6 6-1 6-1                      | Renata Ostermann                          |               |                     |
| 16 aprile | Torneo di Beaulieu 1961 Beaulieu-sur-Mer, Francia Singolare - Doppio                             | Margaret Hellyer Renata Ostermann 9-7 9-7         | Edda Herdy Doris Schuster                 |               |                     |
| 17 aprile | West Pakistan Championships 1961 Lahore, Pakistan Singolare - Doppio                             | Parveen Nasir Ahmed 6-3 6-3                       | Salma Noorani                             |               |                     |
| 17 aprile | West Pakistan Championships 1961 Lahore, Pakistan Singolare - Doppio                             |                                                   |                                           |               |                     |
| 22 aprile | Sutton Hard Court Championships 1961 Sutton, Gran Bretagna Terra rossa Singolare - Doppio        | Yola Ramírez 6-2 6-3                              | Ann Haydon Jones                          |               |                     |
| 22 aprile | Sutton Hard Court Championships 1961 Sutton, Gran Bretagna Terra rossa Singolare - Doppio        | Pat Hird Caroline Yates-Bell 6-2 4-6 7-5          | Ann Haydon Jones Yola Ramírez             |               |                     |
| 22 aprile | Rothmans Connaught Championships 1961 Chingford, Gran Bretagna Terra rossa Singolare - Doppio    | Angela Mortimer 6-3 6-3                           | Ilse Buding                               |               |                     |
| 22 aprile | Rothmans Connaught Championships 1961 Chingford, Gran Bretagna Terra rossa Singolare - Doppio    | Deidre Catt Angela Mortimer 6-2 11-9              | Ilse Buding Ilse Davies                   |               |                     |
| 24 aprile | Paris International Championships 1961 Parigi, Francia Terra rossa Singolare - Doppio            | Margaret Smith-Court 6-1 6-3                      | Florence de la Courtie                    |               |                     |
| 24 aprile | Paris International Championships 1961 Parigi, Francia Terra rossa Singolare - Doppio            | Margaret Smith-Court Lesley Turner Bowrey 6-4 6-1 | Rosemary Gibson Anne-Marie Seghers        |               |                     |
| 29 aprile | British Hard Court Championships 1961 Bournemouth, Gran Bretagna Terra rossa Singolare - Doppio  | Angela Mortimer 6-2 6-3                           | Deidre Catt                               |               |                     |
| 29 aprile | British Hard Court Championships 1961 Bournemouth, Gran Bretagna Terra rossa Singolare - Doppio  | Ann Haydon Jones Yola Ramírez 6-1 6-2             | Deidre Catt Angela Mortimer               |               |                     |

### Maggio
| Settimana | Torneo                                                                                          | Vincitore                                        | Finalista                                 | Semifinalisti | Eliminati ai quarti |
| --------- | ----------------------------------------------------------------------------------------------- | ------------------------------------------------ | ----------------------------------------- | ------------- | ------------------- |
| maggio    | Rhodesian Championships 1961 Salisbury, Rhodesia Erba Singolare - Doppio                        | Lynn Hutchings 6-0 6-8 6-3                       | Margaret Hunt                             |               |                     |
| maggio    | Rhodesian Championships 1961 Salisbury, Rhodesia Erba Singolare - Doppio                        | P Anderson Mrs Smit 6-3 9-7                      | Durham D Morris                           |               |                     |
| maggio    | River Plate Championships 1961 Buenos Aires, Argentina Singolare - Doppio                       | Livetti                                          | Norma Baylon                              |               |                     |
| maggio    | River Plate Championships 1961 Buenos Aires, Argentina Singolare - Doppio                       |                                                  |                                           |               |                     |
| 1º maggio | Torneo di Reggio di Calabria 1961 Reggio Calabria, Italia Terra rossa Singolare - Doppio        | Maria Teresa Riedl 6-1 6-2                       | Margaret Hellyer                          |               |                     |
| 1º maggio | Torneo di Reggio di Calabria 1961 Reggio Calabria, Italia Terra rossa Singolare - Doppio        |                                                  |                                           |               |                     |
| 1º maggio | Torneo di Reggio di Calabria 1961 Reggio Calabria, Italia Terra rossa Singolare - Doppio        | Doppio misto: Renate Ostermann Fausto Gardini    | Margaret Hellyer Fernandes                |               |                     |
| 1º maggio | Torneo di Vienna 1961 Vienna, Austria Terra rossa Singolare - Doppio                            | Maria Esther Bueno 8-6 6-3                       | Darlene Hard                              |               |                     |
| 1º maggio | Torneo di Vienna 1961 Vienna, Austria Terra rossa Singolare - Doppio                            | Maria Ester Bueno Darlene Hard 6-0 6-1           | Rosa Maria Reyes Darmon Sonja Pachta      |               |                     |
| 5 maggio  | Torneo di Durban 1961 Durban, Sudafrica Singolare - Doppio                                      | Sandra Reynolds-Price 6-4 6-1                    | Jan Lehane                                |               |                     |
| 5 maggio  | Torneo di Durban 1961 Durban, Sudafrica Singolare - Doppio                                      |                                                  |                                           |               |                     |
| 5 maggio  | Ojai Valley Championships 1961 Ojai, USA Cemento Singolare - Doppio                             | Kathy Chabot 6-2 6-3                             | Carole Loop                               |               |                     |
| 5 maggio  | Ojai Valley Championships 1961 Ojai, USA Cemento Singolare - Doppio                             | Kathy Chabot Sally Moore 6-4 5-7 6-4             | Carole Caldwell Graebner Billie Jean King |               |                     |
| 6 maggio  | London Hard Court Championships 1961 Hurlingham, Gran Bretagna Terra rossa Singolare - Doppio   | Angela Mortimer 6-4 7-5                          | Christine Truman                          |               |                     |
| 6 maggio  | London Hard Court Championships 1961 Hurlingham, Gran Bretagna Terra rossa Singolare - Doppio   | Ann Haydon Jones Christine Truman 6-3 6-4        | Deidre Catt Angela Mortimer               |               |                     |
| 7 maggio  | Campionato Partenopeo 1961 Napoli, Italia Terra rossa Singolare - Doppio                        | Yola Ramírez 6-1 14-12                           | Maria Esther Bueno                        |               |                     |
| 7 maggio  | Campionato Partenopeo 1961 Napoli, Italia Terra rossa Singolare - Doppio                        |                                                  |                                           |               |                     |
| 7 maggio  | Campionato Partenopeo 1961 Napoli, Italia Terra rossa Singolare - Doppio                        | Doppio misto: Yola Ramírez Mike Sangster 6-3 6-2 | Renate Osterman Mario Llamas              |               |                     |
| 9 maggio  | Stuttgart Tournament 1961 Stoccarda, Germania Terra rossa Singolare - Doppio                    | Edda Buding 6-1 6-1                              | Elizabeth Starkie                         |               |                     |
| 9 maggio  | Stuttgart Tournament 1961 Stoccarda, Germania Terra rossa Singolare - Doppio                    | Mimi Arnold Belmar Gunderson 6-4 6-1             | Edda Buding Helga Schultze-Hösl           |               |                     |
| 13 maggio | Guildford Hard Court Championships 1961 Guildford, Gran Bretagna Terra rossa Singolare - Doppio | Vera Roberts 6-3 6-2                             | Carole Rosser-Matheson                    |               |                     |
| 13 maggio | Guildford Hard Court Championships 1961 Guildford, Gran Bretagna Terra rossa Singolare - Doppio | Rita Bentley Vera Roberts 6-3 6-3                | Lorna Cawthorn Carole Rosser-Matheson     |               |                     |
| 13 maggio | Internazionali d'Italia 1961 Torino, Italia Terra rossa Singolare - Doppio                      | Maria Esther Bueno 6-4 6-4                       | Lesley Turner Bowrey                      |               |                     |
| 13 maggio | Internazionali d'Italia 1961 Torino, Italia Terra rossa Singolare - Doppio                      | Jan Lehane Lesley Turner Bowrey 2-6 6-1 6-1      | Mary Carter-Reitano Margaret Smith-Court  |               |                     |
| 14 maggio | Southern California Championships 1961 Los Angeles, USA Cemento Singolare - Doppio              | Karen Hantze Susman 6-4 6-1                      | Billie Jean King                          |               |                     |
| 14 maggio | Southern California Championships 1961 Los Angeles, USA Cemento Singolare - Doppio              | Kathy Chabot Sally Moore                         | Karen Hantze Susman Billie Jean King      |               |                     |
| 14 maggio | Wiesbaden Championships 1961 Wiesbaden, Germania Terra rossa Singolare - Doppio                 | Edda Buding 6-2 2-6 6-2                          | Angela Mortimer                           |               |                     |
| 14 maggio | Wiesbaden Championships 1961 Wiesbaden, Germania Terra rossa Singolare - Doppio                 | Edda Buding Helga Schultze-Hösl 7-5 6-8 6-2      | Deidre Catt Angela Mortimer               |               |                     |
| 21 maggio | California State Championships 1961 San Francisco, USA Cemento Singolare - Doppio               | Carole Caldwell Graebner 6-4 6-3                 | Farel Footman                             |               |                     |
| 21 maggio | California State Championships 1961 San Francisco, USA Cemento Singolare - Doppio               | Carole Caldwell Graebner Miller 4-6 6-3 8-6      | Farel Footman Linda Vail                  |               |                     |
| 23 maggio | West Berlin Championships 1961 Berlino, Germania Terra rossa Singolare - Doppio                 | Angela Mortimer 6-2 6-1                          | Margot Dittmeyer                          |               |                     |
| 23 maggio | West Berlin Championships 1961 Berlino, Germania Terra rossa Singolare - Doppio                 |                                                  |                                           |               |                     |
| 28 maggio | Belgian International Championships 1961 Bruxelles, Belgio Terra rossa Singolare - Doppio       | Christiane Mercelis 6-2 6-4                      | Maria-Carmen Coronado                     |               |                     |
| 28 maggio | Belgian International Championships 1961 Bruxelles, Belgio Terra rossa Singolare - Doppio       | Mimi Arnold Christiane Mercelis 6-1 6-3          | Maria-Carmen Coronado Anne-Marie Seghers  |               |                     |
| 28 maggio | Internazionali di Francia 1961 Parigi, Francia Terra rossa Singolare - Doppio                   | Ann Haydon Jones 6-2 6-1                         | Yola Ramírez                              |               |                     |
| 28 maggio | Internazionali di Francia 1961 Parigi, Francia Terra rossa Singolare - Doppio                   | Sandra Reynolds-Price Renee Schuurman walkover   | Darlene Hard Maria Ester Bueno            |               |                     |
| 28 maggio | Torneo di Lytham St Annes 1961 St Annes-On-Sea, Gran Bretagna Singolare - Doppio                | Rita Bentley 7-5 6-2                             | J. Wilson                                 |               |                     |
| 28 maggio | Torneo di Lytham St Annes 1961 St Annes-On-Sea, Gran Bretagna Singolare - Doppio                | Rita Bentley Seymour 6-4 3-6 6-3                 | C Lyon Jean Wilson                        |               |                     |
| 28 maggio | Torneo di Bielefeld 1961 Bielefeld, Germania Singolare - Doppio                                 | Brigitte Forstendorf                             | Renata Ostermann                          |               |                     |
| 28 maggio | Torneo di Bielefeld 1961 Bielefeld, Germania Singolare - Doppio                                 | Brigitte Forstendorf Renate Osterman 6-4 6-1     | Inge Pohmann Almut Sturm                  |               |                     |
| 30 maggio | Central California Championships 1961 Sacramento, USA Singolare - Doppio                        | A. Miller 7-5 6-1                                | G. Carter                                 |               |                     |
| 30 maggio | Central California Championships 1961 Sacramento, USA Singolare - Doppio                        |                                                  |                                           |               |                     |
| 30 maggio | Tulsa Clay Court Championships 1961 Tulsa, USA Terra rossa Singolare - Doppio                   | Karen Hantze Susman 9-7 4-6 6-3                  | Nancy Richey                              |               |                     |
| 30 maggio | Tulsa Clay Court Championships 1961 Tulsa, USA Terra rossa Singolare - Doppio                   | Karen Hantze Susman Nancy Richey 6-4 6-2         | Justina Bricka-Horwitz Lucille Davidson   |               |                     |

### Giugno
| Settimana | Torneo                                                                            | Vincitore                                          | Finalista                                 | Semifinalisti | Eliminati ai quarti |
| --------- | --------------------------------------------------------------------------------- | -------------------------------------------------- | ----------------------------------------- | ------------- | ------------------- |
| giugno    | Ulster Tournament 1961 Belfast, Irlanda del Nord Singolare - Doppio               | Robin Blakelock-Lloyd 6-4 7-5                      | Jenny Sevan-Ridderhof                     |               |                     |
| giugno    | Ulster Tournament 1961 Belfast, Irlanda del Nord Singolare - Doppio               |                                                    |                                           |               |                     |
| giugno    | Essen Tournament 1961 Essen, Germania Singolare - Doppio                          | Elizabeth Starkie 10-8 10-8                        | Rosemary Gibson                           |               |                     |
| giugno    | Essen Tournament 1961 Essen, Germania Singolare - Doppio                          |                                                    |                                           |               |                     |
| giugno    | Rhodesian Championships 1961 Salisbury, Rhodesia Singolare - Doppio               | Annette Van Zyl 9-7 7-5                            | Joan Cross                                |               |                     |
| giugno    | Rhodesian Championships 1961 Salisbury, Rhodesia Singolare - Doppio               | Annette Van Zyl Joan Cross 5-7 6-1 6-4             | Valerie Forbes Daphnee Seeney Fancutt     |               |                     |
| 3 giugno  | Surrey Grass Court Championships 1961 Surbiton, Gran Bretagna Singolare - Doppio  | Deidre Catt 5-7 6-3 7-5                            | Edda Buding                               |               |                     |
| 3 giugno  | Surrey Grass Court Championships 1961 Surbiton, Gran Bretagna Singolare - Doppio  | Belmar Gunderson Yola Ramírez 6-4 6-4              | Pimental Caroline Yates-Bell              |               |                     |
| 4 giugno  | Wolverhampton Championships 1961 Londra, Gran Bretagna Erba Singolare - Doppio    | Ann Haydon Jones 6-0 6-1                           | Lynn Hutchings                            |               |                     |
| 4 giugno  | Wolverhampton Championships 1961 Londra, Gran Bretagna Erba Singolare - Doppio    | Margaret Hunt Lynn Hutchings 6-1 8-6               | Merrill Mark Kay Tuckey                   |               |                     |
| 4 giugno  | Torneo di Cheltenham 1961 Cheltenham, Gran Bretagna Erba Singolare - Doppio       | Renee Schuurman 7-5 2-6 6-3                        | Sandra Reynolds-Price                     |               |                     |
| 4 giugno  | Torneo di Cheltenham 1961 Cheltenham, Gran Bretagna Erba Singolare - Doppio       | Renee Schuurman Sandra Reynolds-Price 6-3 6-0      | Eyre Williams                             |               |                     |
| 10 giugno | Barnes 1961 Lowther, Gran Bretagna Erba Singolare - Doppio                        | Ann Haydon Jones 6-1 6-2                           | Shirley Bloomer-Brasher                   |               |                     |
| 10 giugno | Barnes 1961 Lowther, Gran Bretagna Erba Singolare - Doppio                        | Pat Hird Caroline Yates-Bell 7-5 2-6 6-3           | Lorna Cawthorn Pat Wheeler                |               |                     |
| 10 giugno | Northern Championships 1961 Manchester, Gran Bretagna Erba Singolare - Doppio     | Sandra Reynolds-Price 6-4 6-3                      | Lesley Turner Bowrey                      |               |                     |
| 10 giugno | Northern Championships 1961 Manchester, Gran Bretagna Erba Singolare - Doppio     | Sandra Reynolds-Price Renee Schuurman 1-6 7-5 6-2  | Jan Lehane Margaret Smith-Court           |               |                     |
| 11 giugno | Victorian Hard Court Championships 1961 Melbourne, Australia Singolare - Doppio   | Judy Tegart-Dalton 4-6 6-1 6-2                     | Lorraine Coghlan Robinson                 |               |                     |
| 11 giugno | Victorian Hard Court Championships 1961 Melbourne, Australia Singolare - Doppio   |                                                    |                                           |               |                     |
| 11 giugno | Torneo Godò 1961 Barcellona, Spagna Singolare - Doppio                            | Ana-Maria Estalella 4-6 6-3 6-4                    | Maria-Carmen Coronado                     |               |                     |
| 11 giugno | Torneo Godò 1961 Barcellona, Spagna Singolare - Doppio                            |                                                    |                                           |               |                     |
| 12 giugno | Norwegian International Championships 1961 Oslo, Norvegia Singolare - Doppio      | Gudrun Rosin 7-5 6-2                               | Liv Pladan                                |               |                     |
| 12 giugno | Norwegian International Championships 1961 Oslo, Norvegia Singolare - Doppio      |                                                    |                                           |               |                     |
| 17 giugno | Kent Championships 1961 Beckenham, Gran Bretagna Erba Singolare - Doppio          | Margaret Smith-Court 6-3 4-6 8-6                   | Christine Truman                          |               |                     |
| 17 giugno | Kent Championships 1961 Beckenham, Gran Bretagna Erba Singolare - Doppio          | Ann Haydon Jones Christine Truman 3-6 7-5 9-7      | Margaret Smith-Court Lesley Turner Bowrey |               |                     |
| 17 giugno | West of England Championships 1961 Bristol, Gran Bretagna Erba Singolare - Doppio | Sandra Reynolds-Price 7-5 10-8                     | Deidre Catt                               |               |                     |
| 17 giugno | West of England Championships 1961 Bristol, Gran Bretagna Erba Singolare - Doppio | Sandra Reynolds-Price Renee Schuurman 8-6 6-2      | Jan Lehane Yola Ramírez                   |               |                     |
| 24 giugno | Southern Championships 1961 Winston-Salem, USA Terra rossa Singolare - Doppio     | Roberta Alison-Baumgardner 3-6 6-2 6-4             | Raymonde Veber-Jones                      |               |                     |
| 24 giugno | Southern Championships 1961 Winston-Salem, USA Terra rossa Singolare - Doppio     | Carrie Heldman Julie Heldman 6-3 8-6               | Crady Mary Habicht                        |               |                     |
| 26 giugno | Queen's Club Championships 1961 Londra, Gran Bretagna Erba Singolare - Doppio     | Margaret Smith-Court 6-0 4-6 6-2                   | Nancy Richey                              |               |                     |
| 26 giugno | Queen's Club Championships 1961 Londra, Gran Bretagna Erba Singolare - Doppio     | Karen Hantze Susman Billie Jean King 6-2 13-15 6-2 | Lynn Hutchings Margaret Hunt              |               |                     |

### Luglio
| Settimana | Torneo                                                                                       | Vincitore                                             | Finalista                                 | Semifinalisti | Eliminati ai quarti |
| --------- | -------------------------------------------------------------------------------------------- | ----------------------------------------------------- | ----------------------------------------- | ------------- | ------------------- |
| luglio    | Hungarian International Championships 1961 Budapest, Ungheria Singolare - Doppio             | Anna Dmitrieva Tolstoy                                | non conosciuta (bandiera)                 |               |                     |
| luglio    | Hungarian International Championships 1961 Budapest, Ungheria Singolare - Doppio             |                                                       |                                           |               |                     |
| luglio    | Scottish Championships 1961 Edimburgo, Gran Bretagna Singolare - Doppio                      | Robin Blakelock-Lloyd                                 | non conosciuta (bandiera)                 |               |                     |
| luglio    | Scottish Championships 1961 Edimburgo, Gran Bretagna Singolare - Doppio                      |                                                       |                                           |               |                     |
| luglio    | Natal Championships 1961 Durban, Sudafrica Singolare - Doppio                                | Estelle van Tonder-Dellar 2-6 6-0 6-3                 | Annette Van Zyl                           |               |                     |
| luglio    | Natal Championships 1961 Durban, Sudafrica Singolare - Doppio                                |                                                       |                                           |               |                     |
| 2 luglio  | Cologne International 1961 Colonia, Germania Singolare - Doppio                              | Norma Baylon 6-1 6-0                                  | E. Herdy                                  |               |                     |
| 2 luglio  | Cologne International 1961 Colonia, Germania Singolare - Doppio                              |                                                       |                                           |               |                     |
| 8 luglio  | Tri-State Championships 1961 Cincinnati, USA Terra rossa Singolare - Doppio                  | Peachy Kellmeyer 3-6 12-10 7-5                        | Carole Caldwell Graebner                  |               |                     |
| 8 luglio  | Tri-State Championships 1961 Cincinnati, USA Terra rossa Singolare - Doppio                  | Carole Caldwell Graebner Cathie Gagel 6-4 8-6         | Haines Peachy Kellmeyer                   |               |                     |
| 8 luglio  | Torneo di Wimbledon 1961 Wimbledon, Gran Bretagna Singolare - Doppio                         | Angela Mortimer 4-6 6-4 7-5                           | Christine Truman                          |               |                     |
| 8 luglio  | Torneo di Wimbledon 1961 Wimbledon, Gran Bretagna Singolare - Doppio                         | Karen Hantze Susman Billie Jean King 4-6 6-4 7-5      | Jan Lehane Margaret Smith-Court           |               |                     |
| 9 luglio  | La Jolla Tennis Championships 1961 La Jolla, USA Cemento Singolare - Doppio                  | Dorothy Bundy Cheney 6-1 6-4                          | Kathy Blake                               |               |                     |
| 9 luglio  | La Jolla Tennis Championships 1961 La Jolla, USA Cemento Singolare - Doppio                  |                                                       |                                           |               |                     |
| 15 luglio | Irish Championships 1961 Dublino, Irlanda Erba Singolare - Doppio                            | Ann Haydon Jones 6-0 6-3                              | Kathy Chabot                              |               |                     |
| 15 luglio | Irish Championships 1961 Dublino, Irlanda Erba Singolare - Doppio                            | Ann Haydon Jones Lorna Cawthorn 7-5 6-4               | Kathy Chabot Donna Floyd-Fales            |               |                     |
| 15 luglio | Düsseldorf Championships 1961 Düsseldorf, Germania Terra rossa Singolare - Doppio            | Lesley Turner Bowrey 6-3 6-2                          | Renata Ostermann                          |               |                     |
| 15 luglio | Düsseldorf Championships 1961 Düsseldorf, Germania Terra rossa Singolare - Doppio            |                                                       |                                           |               |                     |
| 15 luglio | Midland Counties Championships 1961 Edgbaston, Gran Bretagna Singolare - Doppio              | Barbara Knapp 6-0 6-3                                 | S Morris                                  |               |                     |
| 15 luglio | Midland Counties Championships 1961 Edgbaston, Gran Bretagna Singolare - Doppio              |                                                       |                                           |               |                     |
| 15 luglio | Nottinghamshire Championships 1961 Nottingham, Gran Bretagna Singolare - Doppio              | Margaret O'Donnell 6-3 6-4                            | Webb                                      |               |                     |
| 15 luglio | Nottinghamshire Championships 1961 Nottingham, Gran Bretagna Singolare - Doppio              |                                                       |                                           |               |                     |
| 16 luglio | Beerschot International 1961 Anversa, Belgio Terra rossa Singolare - Doppio                  | Elizabeth Starkie 6-2 6-4                             | Christiane Mercelis                       |               |                     |
| 16 luglio | Beerschot International 1961 Anversa, Belgio Terra rossa Singolare - Doppio                  | Christiane Mercelis Elizabeth Starkie 6-3 6-2         | M. Gerson-Bethlehem Margaret Hunt         |               |                     |
| 16 luglio | Swedish International Hard Court Championships 1961 Båstad, Svezia Singolare - Doppio        | Belmar Gunderson 6-1 6-2                              | Ulla Löthberg                             |               |                     |
| 16 luglio | Swedish International Hard Court Championships 1961 Båstad, Svezia Singolare - Doppio        |                                                       |                                           |               |                     |
| 16 luglio | Western Championships 1961 Milwaukee, USA Terra rossa Singolare - Doppio                     | Mary Habicht 1-6 6-2 6-0                              | Lynn Haines                               |               |                     |
| 16 luglio | Western Championships 1961 Milwaukee, USA Terra rossa Singolare - Doppio                     | Marilyn Montgomery Neeld 6-2 6-1                      | Roberta Alison-Baumgardner Mary Habicht   |               |                     |
| 16 luglio | Czechoslovakian International Championships 1961 Praga, Cecoslovacchia Singolare - Doppio    | Jan Lehane 6-2 6-1                                    | Olfa Lendlova                             |               |                     |
| 16 luglio | Czechoslovakian International Championships 1961 Praga, Cecoslovacchia Singolare - Doppio    | Robyn Ebbern Jan Lehane 3-6 6-3 6-0                   | Jitka Horcicikova-Volavkova Legenstein    |               |                     |
| 16 luglio | Middle Atlantic Championships 1961 Rockville, USA Singolare - Doppio                         | Southmayd 6-1 6-1                                     | Gray                                      |               |                     |
| 16 luglio | Middle Atlantic Championships 1961 Rockville, USA Singolare - Doppio                         |                                                       |                                           |               |                     |
| 16 luglio | Torneo di Venezia 1961 Venezia, Italia Terra rossa Singolare - Doppio                        | Sandra Reynolds-Price 4-6 7-5 6-3                     | Yola Ramírez                              |               |                     |
| 16 luglio | Torneo di Venezia 1961 Venezia, Italia Terra rossa Singolare - Doppio                        |                                                       |                                           |               |                     |
| 16 luglio | Torneo di Venezia 1961 Venezia, Italia Terra rossa Singolare - Doppio                        | Doppio misto: Renee Schuurman Fred Stolle 3-6 6-3 6-0 | Sandra Reynolds Bob Hewitt                |               |                     |
| 20 luglio | Cologne International 1961 Colonia, Germania Singolare - Doppio                              | Jan Lehane 6-8 6-4 6-1                                | Lesley Turner Bowrey                      |               |                     |
| 20 luglio | Cologne International 1961 Colonia, Germania Singolare - Doppio                              |                                                       |                                           |               |                     |
| 22 luglio | Essex Championships 1961 Frinton, Gran Bretagna Singolare - Doppio                           | Pat Hird 6-2 6-3                                      | Caroline Yates-Bell                       |               |                     |
| 22 luglio | Essex Championships 1961 Frinton, Gran Bretagna Singolare - Doppio                           |                                                       |                                           |               |                     |
| 22 luglio | North of England Championships 1961 Hoylake, Gran Bretagna Singolare - Doppio                | Margaret O'Donnell 6-0 6-0                            | Grundy                                    |               |                     |
| 22 luglio | North of England Championships 1961 Hoylake, Gran Bretagna Singolare - Doppio                |                                                       |                                           |               |                     |
| 22 luglio | Welsh Championships 1961 Newport, Gran Bretagna Erba Singolare - Doppio                      | Ann Haydon Jones 4-6 6-2 6-2                          | Jill Mills                                |               |                     |
| 22 luglio | Welsh Championships 1961 Newport, Gran Bretagna Erba Singolare - Doppio                      | Ann Haydon Jones Carole Rosser-Matheson 6-4 6-1       | Kemp Jill Mills                           |               |                     |
| 23 luglio | Torneo di Blumenfeld 1961 Blumenfeld, Sudafrica Singolare - Doppio                           | Sandra Reynolds-Price 6-3 6-1                         | Renee Schuurman                           |               |                     |
| 23 luglio | Torneo di Blumenfeld 1961 Blumenfeld, Sudafrica Singolare - Doppio                           |                                                       |                                           |               |                     |
| 23 luglio | US Clay Court Championships 1961 Indianapolis, USA Terra rossa Singolare - Doppio            | Edda Buding 6-4 2-6 6-4                               | Karen Hantze Susman                       |               |                     |
| 23 luglio | US Clay Court Championships 1961 Indianapolis, USA Terra rossa Singolare - Doppio            | Edda Buding Carol Hanks-Aucamp 6-3 6-2                | Donna Floyd-Fales Belmar Gunderson        |               |                     |
| 24 luglio | Swiss International Championships 1961 Gstaad, Svizzera Terra rossa Singolare - Doppio       | Sandra Reynolds-Price 7-5 6-3                         | Yola Ramírez                              |               |                     |
| 24 luglio | Swiss International Championships 1961 Gstaad, Svizzera Terra rossa Singolare - Doppio       | Sandra Reynolds-Price Renee Schuurman 6-0 6-4         | Margaret Hellyer Yola Ramírez             |               |                     |
| 30 luglio | Dutch International Championships 1961 Amsterdam, Paesi Bassi Terra rossa Singolare - Doppio | Jan Lehane 6-4 6-0                                    | Christiane Mercelis                       |               |                     |
| 30 luglio | Dutch International Championships 1961 Amsterdam, Paesi Bassi Terra rossa Singolare - Doppio | Mimi Arnold Christiane Mercelis 9-7 6-1               | Robyn Ebbern Jan Lehane                   |               |                     |
| 30 luglio | Pennsylvania Lawn Tennis Championship 1961 Filadelfia, USA Erba Singolare - Doppio           | Billie Jean King 6-3 6-4                              | Justina Bricka-Horwitz                    |               |                     |
| 30 luglio | Pennsylvania Lawn Tennis Championship 1961 Filadelfia, USA Erba Singolare - Doppio           | Margaret Osborne Margaret Varner Bloss 6-3 6-2        | Carole Caldwell Graebner Billie Jean King |               |                     |
| 30 luglio | Torneo di Wengen 1961 Wengen, Svizzera Terra rossa Singolare - Doppio                        | Margaret Hellyer 6-2 7-5                              | Bobbie Wilson                             |               |                     |
| 30 luglio | Torneo di Wengen 1961 Wengen, Svizzera Terra rossa Singolare - Doppio                        |                                                       |                                           |               |                     |
| 31 luglio | Bavarian Championships 1961 Monaco di Baviera, Germania Terra rossa Singolare - Doppio       | Yola Ramírez 7-5 9-7                                  | Sandra Reynolds-Price                     |               |                     |
| 31 luglio | Bavarian Championships 1961 Monaco di Baviera, Germania Terra rossa Singolare - Doppio       | Sandra Reynolds-Price Renee Schuurman 3-6 6-3 6-2     | Yola Ramírez Lesley Turner Bowrey         |               |                     |

### Agosto
| Settimana | Torneo                                                                                          | Vincitore                                            | Finalista                                 | Semifinalisti | Eliminati ai quarti |
| --------- | ----------------------------------------------------------------------------------------------- | ---------------------------------------------------- | ----------------------------------------- | ------------- | ------------------- |
| agosto    | Brumana International 1961 Brummana, Libano Terra rossa Singolare - Doppio                      | Maria-Carmen Coronado 6-2 6-1                        | Pia Balling                               |               |                     |
| agosto    | Brumana International 1961 Brummana, Libano Terra rossa Singolare - Doppio                      |                                                      |                                           |               |                     |
| agosto    | Brumana International 1961 Brummana, Libano Terra rossa Singolare - Doppio                      | Doppio misto: Maria-Carmen Coronado Edison Mandarino | Dora Schuster John Newcombe               |               |                     |
| agosto    | Essex County Championships 1961 Manchester, USA Singolare - Doppio                              | Darlene Hard 6-2 6-2                                 | Edda Buding                               |               |                     |
| agosto    | Essex County Championships 1961 Manchester, USA Singolare - Doppio                              | Donna Floyd-Fales Belmar Gunderson 6-4 2-6 6-4       | Jan Lehane Margaret Smith-Court           |               |                     |
| agosto    | Austrian International Championships 1961 Pörtschach am Wörther See, Austria Singolare - Doppio | Renee Schuurman 6-3 6-4                              | Sonja Pachta                              |               |                     |
| agosto    | Austrian International Championships 1961 Pörtschach am Wörther See, Austria Singolare - Doppio |                                                      |                                           |               |                     |
| 2 agosto  | Torneo di Evian 1961 Évian-les-Bains, Francia Terra rossa Singolare - Doppio                    | Rosa Maria Reyes Darmon 6-2 7-5                      | Pilar Barril                              |               |                     |
| 2 agosto  | Torneo di Evian 1961 Évian-les-Bains, Francia Terra rossa Singolare - Doppio                    |                                                      |                                           |               |                     |
| 5 agosto  | Philadelphia Germantown District Championships 1961 Filadelfia, USA Erba Singolare - Doppio     | Billie Jean King 6-3 6-4                             | Edda Buding                               |               |                     |
| 5 agosto  | Philadelphia Germantown District Championships 1961 Filadelfia, USA Erba Singolare - Doppio     | Carole Caldwell Graebner Billie Jean King 6-2 6-3    | Edda Buding Belmar Gunderson              |               |                     |
| 6 agosto  | Malaysian Championships 1961 Kuala Lumpur, Malaysia Singolare - Doppio                          | Reiko Miyagi                                         | Desidera Ampon                            |               |                     |
| 6 agosto  | Malaysian Championships 1961 Kuala Lumpur, Malaysia Singolare - Doppio                          | Chua Reiko Miyagi 6-3 6-4                            | Pudner Dechu Appiah                       |               |                     |
| 7 agosto  | Torneo di Bad Neneunahr 1961 Bad Neneunahr, Germania Terra rossa Singolare - Doppio             | Sandra Reynolds-Price 6-3 6-1                        | Renee Schuurman                           |               |                     |
| 7 agosto  | Torneo di Bad Neneunahr 1961 Bad Neneunahr, Germania Terra rossa Singolare - Doppio             |                                                      |                                           |               |                     |
| 7 agosto  | Torneo di Ostenda 1961 Ostenda, Belgio Terra rossa Singolare - Doppio                           | Jan Lehane 7-5 7-5                                   | Christiane Mercelis                       |               |                     |
| 7 agosto  | Torneo di Ostenda 1961 Ostenda, Belgio Terra rossa Singolare - Doppio                           |                                                      |                                           |               |                     |
| 7 agosto  | Torneo di Salerno 1961 Salerno, Italia Terra rossa Singolare - Doppio                           | Maria Teresa Riedl 9-7 6-2                           | Margaret Hellyer                          |               |                     |
| 7 agosto  | Torneo di Salerno 1961 Salerno, Italia Terra rossa Singolare - Doppio                           |                                                      |                                           |               |                     |
| 13 agosto | Polish Closed Championships 1961 Varsavia, Polonia Singolare - Doppio                           | Jadwiga Jędrzejowska 6-1 6-1                         | Szmidt                                    |               |                     |
| 13 agosto | Polish Closed Championships 1961 Varsavia, Polonia Singolare - Doppio                           |                                                      |                                           |               |                     |
| 13 agosto | Eastern Grass Court Championships 1961 Orange, USA Erba Singolare - Doppio                      | Karen Hantze Susman 6-2 6-4                          | Edda Buding                               |               |                     |
| 13 agosto | Eastern Grass Court Championships 1961 Orange, USA Erba Singolare - Doppio                      | Margaret Osborne Margaret Varner Bloss 6-4 2-6 6-2   | Karen Hantze Susman Billie Jean King      |               |                     |
| 14 agosto | Belgium International Championships 1961 Knokke-Le Zoute, Belgio Terra rossa Singolare - Doppio | Christiane Mercelis 6-4 6-8 6-2                      | Elizabeth Starkie                         |               |                     |
| 14 agosto | Belgium International Championships 1961 Knokke-Le Zoute, Belgio Terra rossa Singolare - Doppio | Robyn Ebbern Jan Lehane 9-7 6-4                      | Elizabeth Starkie Christiane Mercelis     |               |                     |
| 15 agosto | German Championships 1961 Amburgo, Germania Singolare - Doppio                                  | Sandra Reynolds-Price 5-7 7-5 6-1                    | Yola Ramírez                              |               |                     |
| 15 agosto | German Championships 1961 Amburgo, Germania Singolare - Doppio                                  | Sandra Reynolds-Price Renee Schuurman 7-5 6-4        | Margaret Smith-Court Lesley Turner Bowrey |               |                     |
| 15 agosto | German Championships 1961 Amburgo, Germania Singolare - Doppio                                  | Doppio misto: Sandra Reynolds-Price Bob Hewitt       |                                           |               |                     |
| 15 agosto | St Moritz Suvretta 1961 Sankt Moritz, Svizzera Terra rossa Singolare - Doppio                   | Mimi Arnold 6-4 4-6 6-1                              | Ana-Maria Estalella                       |               |                     |
| 15 agosto | St Moritz Suvretta 1961 Sankt Moritz, Svizzera Terra rossa Singolare - Doppio                   | Jacqueline Kermina Françoise Nay                     | Clark Young                               |               |                     |
| 17 agosto | Torneo di Viareggio 1961 Viareggio, Italia Terra rossa Singolare - Doppio                       | Maria Teresa Riedl 6-3 6-2                           | Francesca Gordigiani                      |               |                     |
| 17 agosto | Torneo di Viareggio 1961 Viareggio, Italia Terra rossa Singolare - Doppio                       |                                                      |                                           |               |                     |
| 19 agosto | St Moritz Kulm Carlton 1961 Sankt Moritz, Svizzera Singolare - Doppio                           | Mimi Arnold 6-1 6-0                                  | Marta Peterdy-Wolf                        |               |                     |
| 19 agosto | St Moritz Kulm Carlton 1961 Sankt Moritz, Svizzera Singolare - Doppio                           |                                                      |                                           |               |                     |
| 20 agosto | Istanbul International Championships 1961 Istanbul, Turchia Terra rossa Singolare - Doppio      | Robin Blakelock-Lloyd 5-7 6-3 6-1                    | Doris Schuster                            |               |                     |
| 20 agosto | Istanbul International Championships 1961 Istanbul, Turchia Terra rossa Singolare - Doppio      |                                                      |                                           |               |                     |
| 24 agosto | St Moritz Palace Hotel 1961 Sankt Moritz, Svizzera Terra rossa Singolare - Doppio               | Mimi Arnold 6-1 6-3                                  | Ana-Maria Estalella                       |               |                     |
| 24 agosto | St Moritz Palace Hotel 1961 Sankt Moritz, Svizzera Terra rossa Singolare - Doppio               |                                                      |                                           |               |                     |
| 27 agosto | Moscow International 1961 Mosca, URSS Singolare - Doppio                                        | Vera Sukova Puzejova 5-7 6-1 6-1                     | Anna Dmitrieva Tolstoy                    |               |                     |
| 27 agosto | Moscow International 1961 Mosca, URSS Singolare - Doppio                                        | Eva Johannes Vera Sukova Puzejova 1-6 8-6 6-4        | Anna Dmitrieva Tolstoy Kuzmenko           |               |                     |
| 27 agosto | Torneo di Saint-Gervais 1961 Saint-Gervais, Francia Terra rossa Singolare - Doppio              | Françoise Dürr 7-5 6-3                               | Paule Courteix                            |               |                     |
| 27 agosto | Torneo di Saint-Gervais 1961 Saint-Gervais, Francia Terra rossa Singolare - Doppio              |                                                      |                                           |               |                     |
| 27 agosto | Lambertenghi Trophy 1961 Lesa, Italia Terra rossa Singolare - Doppio                            | Lea Pericoli 0-6 7-5 6-1                             | Lucia Bassi                               |               |                     |
| 27 agosto | Lambertenghi Trophy 1961 Lesa, Italia Terra rossa Singolare - Doppio                            |                                                      |                                           |               |                     |

### Settembre
| Settimana    | Torneo                                                                                  | Vincitore                                       | Finalista                                 | Semifinalisti | Eliminati ai quarti |
| ------------ | --------------------------------------------------------------------------------------- | ----------------------------------------------- | ----------------------------------------- | ------------- | ------------------- |
| settembre    | Ostrava International 1961 Ostrava, Cecoslovacchia Terra rossa Singolare - Doppio       | Vera Sukova Puzejova 6-2 6-3                    | Renee Schuurman                           |               |                     |
| settembre    | Ostrava International 1961 Ostrava, Cecoslovacchia Terra rossa Singolare - Doppio       | Renee Schuurman Vera Sukova Puzejova            | Olfa Lendlova Purkova                     |               |                     |
| 2 settembre  | Torneo di Graz 1961 Graz, Austria Terra rossa Singolare - Doppio                        | Rita Bentley 6-0 6-2                            | Palma Winkler                             |               |                     |
| 2 settembre  | Torneo di Graz 1961 Graz, Austria Terra rossa Singolare - Doppio                        |                                                 |                                           |               |                     |
| 4 settembre  | Athens International 1961 Atene, Grecia Terra rossa Singolare - Doppio                  | Maria-Carmen Coronado 6-4 6-3                   | Doris Schuster                            |               |                     |
| 4 settembre  | Athens International 1961 Atene, Grecia Terra rossa Singolare - Doppio                  |                                                 |                                           |               |                     |
| 10 settembre | Torneo di Baden-Baden 1961 Baden Baden, Germania Terra rossa Singolare - Doppio         | Elizabeth Starkie 6-3 1-6 6-0                   | Margot Dittmeyer                          |               |                     |
| 10 settembre | Torneo di Baden-Baden 1961 Baden Baden, Germania Terra rossa Singolare - Doppio         | Margot Dittmeyer Renata Ostermann 7-5 2-6 6-3   | Paule Courteix Elizabeth Starkie          |               |                     |
| 10 settembre | Torneo di Linz 1961 Linz, Austria Terra rossa Singolare - Doppio                        | E. Herdy 4-6 6-4 6-2                            | Rita Bentley                              |               |                     |
| 10 settembre | Torneo di Linz 1961 Linz, Austria Terra rossa Singolare - Doppio                        |                                                 |                                           |               |                     |
| 10 settembre | U.S. National Championships 1961 New York, USA Erba Singolare - Doppio                  | Darlene Hard 6-3 6-4                            | Ann Haydon Jones                          |               |                     |
| 10 settembre | U.S. National Championships 1961 New York, USA Erba Singolare - Doppio                  | Darlene Hard Lesley Turner Bowrey 6-4, 5-7, 6-0 | Edda Buding Yola Ramírez                  |               |                     |
| 16 settembre | South of England Championships 1961 Eastbourne, Gran Bretagna Erba Singolare - Doppio   | Lorna Cawthorn 3-6 6-1 11-9                     | I. Overgaard                              |               |                     |
| 16 settembre | South of England Championships 1961 Eastbourne, Gran Bretagna Erba Singolare - Doppio   | Mrs S. Bramley Durose 6-4 6-2                   | Margaret O'Donnell Wilson                 |               |                     |
| 16 settembre | Southern Transvaal Championships 1961 Johannesburg, Sudafrica Singolare - Doppio        | Annette Van Zyl 7-5 6-2                         | Estelle van Tonder-Dellar                 |               |                     |
| 16 settembre | Southern Transvaal Championships 1961 Johannesburg, Sudafrica Singolare - Doppio        | Annette Van Zyl Joan Cross 6-3 6-3              | Valerie Forbes Bernice Carr-Vukovich      |               |                     |
| 17 settembre | Bilbao International 1961 Bilbao, Spagna Singolare - Doppio                             | Mimi Arnold 2-6 6-4 6-2                         | Elizabeth Starkie                         |               |                     |
| 17 settembre | Bilbao International 1961 Bilbao, Spagna Singolare - Doppio                             |                                                 |                                           |               |                     |
| 17 settembre | Bratislava International 1961 Bratislava, Cecoslovacchia Terra rossa Singolare - Doppio | Vera Sukova Puzejova 6-1 6-3                    | Renee Schuurman                           |               |                     |
| 17 settembre | Bratislava International 1961 Bratislava, Cecoslovacchia Terra rossa Singolare - Doppio | Howe Renee Schuurman                            | Javorsky Vera Sukova Puzejova             |               |                     |
| 17 settembre | Bratislava International 1961 Bratislava, Cecoslovacchia Terra rossa Singolare - Doppio | Doppio misto: Renee Schuurman Bob Howe 6-3 6-3  | Věra Suková Javorsky                      |               |                     |
| 17 settembre | Sydney Metropolitan Hard Court Championships 1961 Sydney, Australia Singolare - Doppio  | Jill Blackman 6-1 5-7 6-4                       | Norma Marsh                               |               |                     |
| 17 settembre | Sydney Metropolitan Hard Court Championships 1961 Sydney, Australia Singolare - Doppio  |                                                 |                                           |               |                     |
| 17 settembre | Canadian Championships 1961 Toronto, Canada Terra rossa Singolare - Doppio              | Ann Haydon Jones 6-4 6-0                        | Ann Barclay                               |               |                     |
| 17 settembre | Canadian Championships 1961 Toronto, Canada Terra rossa Singolare - Doppio              | Bounty Eleanor Dodge 6-4 5-7 6-3                | Ann Haydon Jones Benita Senn              |               |                     |
| 24 settembre | Pacific Southwest Championships 1961 Los Angeles, USA Cemento Singolare - Doppio        | Darlene Hard 5-7 6-2 6-3                        | Karen Hantze Susman                       |               |                     |
| 24 settembre | Pacific Southwest Championships 1961 Los Angeles, USA Cemento Singolare - Doppio        | Ann Haydon Jones Darlene Hard 6-4 4-6 6-4       | Edda Buding Deidre Catt                   |               |                     |
| 24 settembre | Coupe Porée 1961 Parigi, Francia Campo indoor Singolare - Doppio                        | Jacqueline Kermina 9-7 4-6 6-3                  | Claudine Pierval                          |               |                     |
| 24 settembre | Coupe Porée 1961 Parigi, Francia Campo indoor Singolare - Doppio                        | Betsy Abbas Maud Galtier 7-5 3-6 6-0            | Florence de la Courtie Anne-Marie Seghers |               |                     |

### Ottobre
| Settimana  | Torneo                                                                                            | Vincitore                                     | Finalista                            | Semifinalisti | Eliminati ai quarti |
| ---------- | ------------------------------------------------------------------------------------------------- | --------------------------------------------- | ------------------------------------ | ------------- | ------------------- |
| 1º ottobre | Pacific Coast Championships 1961 Berkeley, USA Cemento Singolare - Doppio                         | Darlene Hard 3-6 7-5 6-3                      | Ann Haydon Jones                     |               |                     |
| 1º ottobre | Pacific Coast Championships 1961 Berkeley, USA Cemento Singolare - Doppio                         | Darlene Hard Ann Haydon Jones 6-3 6-2         | Edda Buding Deidre Catt              |               |                     |
| 1º ottobre | Spanish Championships 1961 Barcellona, Spagna Singolare - Doppio                                  | Mimi Arnold 6-3 6-4                           | Elizabeth Starkie                    |               |                     |
| 1º ottobre | Spanish Championships 1961 Barcellona, Spagna Singolare - Doppio                                  |                                               |                                      |               |                     |
| 2 ottobre  | ACT Championships 1961 Canberra, Australia Singolare - Doppio                                     | Plummer 6-3 3-6 7-5                           | Lynette Mansfield                    |               |                     |
| 2 ottobre  | ACT Championships 1961 Canberra, Australia Singolare - Doppio                                     |                                               |                                      |               |                     |
| 9 ottobre  | Glen Iris Invitational 1961 Melbourne, Australia Singolare - Doppio                               | Beverly Mance Rae 6-3 6-2                     | Judy Tegart-Dalton                   |               |                     |
| 9 ottobre  | Glen Iris Invitational 1961 Melbourne, Australia Singolare - Doppio                               |                                               |                                      |               |                     |
| 14 ottobre | Sydney Metropolitan Grass Court Championships 1961 Sydney, Australia Erba Singolare - Doppio      | Mary Bevis-Hawton 2-6 6-1 6-4                 | Norma Marsh                          |               |                     |
| 14 ottobre | Sydney Metropolitan Grass Court Championships 1961 Sydney, Australia Erba Singolare - Doppio      | Mary Bevis-Hawton Mary Carter-Reitano 6-2 6-1 | Beryl Penrose Collier Whittaker      |               |                     |
| 23 ottobre | Argentina International Championships 1961 Buenos Aires, Argentina Terra rossa Singolare - Doppio | Yola Ramírez 6-1 6-2                          | Darlene Hard                         |               |                     |
| 23 ottobre | Argentina International Championships 1961 Buenos Aires, Argentina Terra rossa Singolare - Doppio | Darlene Hard Ann Haydon Jones 6-2 6-2         | Rosa Maria Reyes Darmon Yola Ramírez |               |                     |
| 23 ottobre | Australian Hard Court Championships 1961 Rockdale, Australia Terra rossa Singolare - Doppio       | Margaret Smith-Court 6-2 0-6 7-5              | Lesley Turner Bowrey                 |               |                     |
| 23 ottobre | Australian Hard Court Championships 1961 Rockdale, Australia Terra rossa Singolare - Doppio       | Robyn Ebbern Margaret Smith-Court 6-3 6-0     | Beryl Penrose Collier Dawn Robberds  |               |                     |
| 24 ottobre | Moroccan International Championships 1961 Casablanca, Marocco Terra rossa Singolare - Doppio      | Silvana Lazzarino 6-2 6-2                     | Helga Schultze-Hösl                  |               |                     |
| 24 ottobre | Moroccan International Championships 1961 Casablanca, Marocco Terra rossa Singolare - Doppio      | Silvana Lazzarino Elizabeth Starkie 8-6 6-2   | Paule Courteix Lucia Morales         |               |                     |
| 27 ottobre | Torneo di Santa Fe 1961 Santa Fe, Argentina Terra rossa Singolare - Doppio                        | Lea Pericoli 6-3 3-6 6-3                      | Ann Haydon Jones                     |               |                     |
| 27 ottobre | Torneo di Santa Fe 1961 Santa Fe, Argentina Terra rossa Singolare - Doppio                        |                                               |                                      |               |                     |
| 29 ottobre | Queensland Hard Court Championships 1961 Gladstone, Australia Singolare - Doppio                  | Robyn Ebbern 5-7 6-1 6-3                      | Madonna Schacht                      |               |                     |
| 29 ottobre | Queensland Hard Court Championships 1961 Gladstone, Australia Singolare - Doppio                  | Darlene Hard Yola Ramírez cancellata          | Robyn Ebbern Margaret Smith-Court    |               |                     |
| 29 ottobre | Balboa Bay Club Invitational 1961 Balboa, USA Cemento Singolare - Doppio                          | Dorothy Bundy Cheney 6-3 6-2                  | Diane Wootton                        |               |                     |
| 29 ottobre | Balboa Bay Club Invitational 1961 Balboa, USA Cemento Singolare - Doppio                          |                                               |                                      |               |                     |

### Novembre
| Settimana   | Torneo                                                                                               | Vincitore                                            | Finalista                       | Semifinalisti | Eliminati ai quarti |
| ----------- | --- | ---------------------------------------------------- | ------------------------------- | ------------- | ------------------- |
| 5 novembre  | Chile International Championships 1961 Santiago, Cile Terra rossa Singolare - Doppio                 | Ann Haydon Jones 6-4 7-5                             | Lea Pericoli                    |               |                     |
| 5 novembre  | Chile International Championships 1961 Santiago, Cile Terra rossa Singolare - Doppio                 |                                                      |                                 |               |                     |
| 12 novembre | Bermuda International Championships 1961 Coral Beach, Bermuda Singolare - Doppio                     | Dorothy Knode-Head 6-0 6-3                           | Barbara Scofield-Davidson       |               |                     |
| 12 novembre | Bermuda International Championships 1961 Coral Beach, Bermuda Singolare - Doppio                     | Barbara Scofield-Davidson Dorothy Knode-Head 6-0 6-1 | Botur French                    |               |                     |
| 12 novembre | Palace Hotel Covered Court Championships 1961 Torquay, Gran Bretagna Campo indoor Singolare - Doppio | Angela Mortimer 6-1 6-2                              | Deidre Catt                     |               |                     |
| 12 novembre | Palace Hotel Covered Court Championships 1961 Torquay, Gran Bretagna Campo indoor Singolare - Doppio | Angela Mortimer Deidre Catt 6-2 6-3                  | Pat Hird Caroline Yates-Bell    |               |                     |
| 13 novembre | Sao Paulo Invitation 1961 San Paolo, Brasile Terra rossa Singolare - Doppio                          | Ann Haydon Jones 6-4 6-1                             | Lea Pericoli                    |               |                     |
| 13 novembre | Sao Paulo Invitation 1961 San Paolo, Brasile Terra rossa Singolare - Doppio                          |                                                      |                                 |               |                     |
| 19 novembre | Coral Beach Invitational 1961 Coral Beach, Bermuda Singolare - Doppio                                | Dorothy Knode-Head 6-1 7-5                           | Barbara Scofield-Davidson       |               |                     |
| 19 novembre | Coral Beach Invitational 1961 Coral Beach, Bermuda Singolare - Doppio                                | Dorothy Knode-Head Barbara Scofield-Davidson 6-0 6-1 | Botur French                    |               |                     |
| 25 novembre | South Australian Championships 1961 Adelaide, Australia Erba Singolare - Doppio                      | Margaret Smith-Court 6-4 5-7 6-4                     | Darlene Hard                    |               |                     |
| 25 novembre | South Australian Championships 1961 Adelaide, Australia Erba Singolare - Doppio                      | Margaret Smith-Court Robyn Ebbern 5-7 6-2 6-3        | Jan Lehane Lesley Turner Bowrey |               |                     |

### Dicembre
| Settimana   | Torneo                                                                       | Vincitore                                       | Finalista                             | Semifinalisti | Eliminati ai quarti |
| ----------- | ---------------------------------------------------------------------------- | ----------------------------------------------- | ------------------------------------- | ------------- | ------------------- |
| dicembre    | Border Championships 1961 East London, Sudafrica Singolare - Doppio          | Heather Brewer-Segal 3-6 7-5 6-1                | Sandra Reynolds-Price                 |               |                     |
| dicembre    | Border Championships 1961 East London, Sudafrica Singolare - Doppio          |                                                 |                                       |               |                     |
| 4 dicembre  | Western Australian Championships 1961 Perth, Australia Singolare - Doppio    | Margaret Smith-Court 6-3 6-0                    | Darlene Hard                          |               |                     |
| 4 dicembre  | Western Australian Championships 1961 Perth, Australia Singolare - Doppio    | Robyn Ebbern Margaret Smith-Court 6-3 6-3       | Darlene Hard Yola Ramírez             |               |                     |
| 9 dicembre  | Victorian Championships 1961 Melbourne, Australia Erba Singolare - Doppio    | Margaret Smith-Court 6-3 6-2                    | Darlene Hard                          |               |                     |
| 9 dicembre  | Victorian Championships 1961 Melbourne, Australia Erba Singolare - Doppio    | Robyn Ebbern Margaret Smith-Court 6-3 7-5       | Darlene Hard Yola Ramírez             |               |                     |
| 10 dicembre | US Hard Court Championships 1961 La Jolla, USA Cemento Singolare - Doppio    | Nancy Richey 6-1 6-1                            | Dorothy Knode-Head                    |               |                     |
| 10 dicembre | US Hard Court Championships 1961 La Jolla, USA Cemento Singolare - Doppio    | Dorothy Knode-Head Mary Arnold Prentiss 6-4 6-2 | Dorothy Bundy Cheney Taylor           |               |                     |
| 17 dicembre | New South Wales Championships 1961 Sydney, Australia Erba Singolare - Doppio | Margaret Smith-Court 6-2 6-1                    | Darlene Hard                          |               |                     |
| 17 dicembre | New South Wales Championships 1961 Sydney, Australia Erba Singolare - Doppio | Margaret Smith-Court Robyn Ebbern 6-2 6-3       | Mary Bevis-Hawton Mary Carter-Reitano |               |                     |
| 29 dicembre | Royal South Yarra Tournament 1961 Melbourne, Australia Singolare - Doppio    | Judy Tegart-Dalton 8-6 6-1                      | Robin Lesh                            |               |                     |
| 29 dicembre | Royal South Yarra Tournament 1961 Melbourne, Australia Singolare - Doppio    |                                                 |                                       |               |                     |